# Баларама Варма
Авіттом Тірунал Баларама Варма (1782 — 7 листопада 1810) — правитель південноіндійської держави Траванкор від 1798 до своєї смерті 1810 року. Часи його правління позначились значними внутрішніми та зовнішніми проблемами.

## Життєпис
Був небожем магараджі Дхарма Раджи, який оженив його на власній доньці Аммавіду, а потім оголосив своїм спадкоємцем. 1798 року після смерті Дхарми Раджи, став магараджею Траванкору. З самого початку стикнувся з протистоянням при дворі пробританських і самостійницьких сановників. Перші вважали необхідним спиратися на союз з Британською Ост-Індською компанією проти Тіпу Султана, правителя Майсура. 1799 року війська Траванкору брали участь у Четвертій майсурній війні, яка поклала край державі Тіпу султана.
З 1800 року починають посилюватися настрої щодо необхідності відмовитися від угоди з британцями, яка шкодить економіці та обмежує зовнішню діяльність магараджі. Втім, давані (на кшталт прем'єр-міністра) Траванкору — Велу Тампі — був прихильником траванкоро-британського союзу. У 1804 році виступив з ідеєю скорочення видатків на військо, що викликало невдоволення наїрі, які були основою траванкорського війська. В результаті повстання Велу Тампі втім до Кочі, де розташовувався британський резидент. Повсталі зібравши 10-тисячний загін рушили до Баларами Варми, від якого стали вимагати звільнення з посади ВелуТампі та розірвання союзу з Британською Ост-Індською компанією. В свою чергу Велу Тампі отримав британську допомогу. За цих обставин магараджа Трванкору не наважився на будь-які дії, залишився спостерігачем. Це дозволило Велу Тампі швидко придушити заколот.
У 1805 році баларамі Вармі було нав'язано нову угоду з Британською Ост-Індською компанією, за якою збільшено кількість британських військ в Траванкорі, підвищено видатків на їх утримання за рахунок Траванкору, водночас зменшено кошти на власне траванкорське військо. Цим фактично закріплено зверхність британців над Траванкором, який фактично втратив незалежність.
Збільшення видатків призвело до фінансової кризи в Траванкорі, при цьому британський резидент в Кочі вимагав сплати більшої частини належності суми. Баларама Варма здійснив лише слабку спробу змінити резидента на більш поступливо, звернувшись до резидентури в Мадрасі, проте марно.
Разом з тим зростало недовіра між баларамою Вармою та давалою Велу Тампі. Останній погиркався з британським резидентом Маколеєм, який вирішив збільшити залоги в Кочі та Кілоні. У 1807 році війська на чолі із Велу Тампі атакували британців в Кілоні. Водночас проти британського резидента почалося повстання в Кочі. Втім у 1808 році Велу Тампі зазнав поразки в декількох битвах, не дістав підтримки від заморін Калікута та французів. У 1809 році Велу Тампі закликав до загально повстання жителів Малабару. Але сам магараджа Баларама Варма не надав жодної допомоги Велу Тампі, а незабаром навпаки перейшов на бік британців. Завдяки цьому повстання Велу Тампі було швидко придушено.
1809 року Баларама Варма підписав нову угоду з Британською Ост-Індською компанією, за якою військо, що складалася з наїрів (найбільш боєздатна частина траванкорської армії), було розпущено, посилено вплив британського резидента в Траванкорі.
Помер 1810 році, не маючи спадкоємців. Тому владу було передано його небозі Говрі Лакшмі Баї.